# فليمنيغ لوند
فليمنيغ لوند (بالدنماركية: Flemming Lund)‏ هو لاعب كرة قدم دنماركي، ولد في 6 أكتوبر 1952 في كوبنهاغن في الدنمارك. شارك مع منتخب الدنمارك تحت 19 سنة لكرة القدم ومنتخب الدنمارك تحت 21 سنة لكرة القدم ومنتخب الدنمارك لكرة القدم. أما مع النوادي، فقد لعب مع دالاس تورنايدو وروت فايس إيسن ورويال أنتويرب وفورت لودردايل سترايكرز وفورتونا دوسلدورف ونادي بولدكلوبين 1903 ونيويورك كوسموس.

## وصلات خارجية
- فليمنيغ لوند على موقع قاعدة بيانات كرة القدم.إي يو (الإنجليزية)
- فليمنيغ لوند على موقع بيانات كرة القدم. دي إي (الألمانية)
- فليمنيغ لوند على موقع ناشيونال فوتبول تيمز (الإنجليزية)